# Hot Rats
Hot Rats é um disco de Frank Zappa. Cinco das seis faixas são instrumentais, uma contendo uma breve parte vocal por Captain Beefheart. Foi o primeiro lançamento de Zappa  após a dissolução do Mothers of Invention originais, sendo o seu segundo álbum a solo. Não conta com a participação de ninguém dos Mothers, com exceção de Ian Underwood, que era um colaborador de longa data e uma espécie de braço direito de Zappa.

## Faixas
Todas as canções são de autoria de Frank Zappa.
1. "Peaches en Regalia" - 3:38
2. "Willie the Pimp" - 9:16
3. "Son of Mr. Green Genes" - 9:00
4. "Little Umbrellas" - 3:04
5. "The Gumbo Variations" - 12:56
6. "It Must Be a Camel" - 5:15

## Equipe
Créditos adaptados das anotações de Hot Rats.
- Frank Zappa - guitarra, percussão, baixo
- Ian Underwood - órgão, clarinete, flauta, piano, saxofone
- Max Bennett - baixo
- Captain Beefheart - harmônica, vocal
- John Guerin - bateria
- Don "Sugarcane" Harris - violino
- Paul Humphrey - bateria
- Shuggie Otis - baixo
- Jean-Luc Ponty - violino
- Ron Selico - bateria
- Harvey Shantz - ruídos

### Produção
- Produtor: Frank Zappa
- Diretor de engenharia: Dick Kunc
- Engenheiros de som: Cliff Goldstein, Jack Hunt, Brian Ingoldsby, Dick Kunc
- Arranjos: Frank Zappa
- Capa: Cal Schenkel
- Design: Cal Schenkel, John Williams

## Paradas
Álbum - Billboard (EUA)
| Ano  | Parada     | Posição |
| ---- | ---------- | ------- |
| 1969 | Pop Albums | 173     |